# Хай-дайвінг на Чемпіонаті світу з водних видів спорту 2017 — жінки
Змагання з хай-дайвінгу серед жінок на Чемпіонаті світу з водних видів спорту 2017 відбудуться 28 і 29 липня.

## Результати
| Місце | Стрибунка       | Країна    | Раунд 1 | Раунд 2 | Раунд 3 | Раунд 4 | Загалом |
| ----- | --------------- | --------- | ------- | ------- | ------- | ------- | ------- |
|       | Ріанна Іффланд  | Австралія |         |         |         |         |         |
|       | Гелена Мертен   | Австралія |         |         |         |         |         |
|       | Яна Нестряєва   | Білорусь  |         |         |         |         |         |
|       | Жаклін Валенте  | Бразилія  |         |         |         |         |         |
|       | Лізанн Річардс  | Канада    |         |         |         |         |         |
|       | Анна Бадер      | Німеччина |         |         |         |         |         |
|       | Іріс Шмідбауер  | Німеччина |         |         |         |         |         |
|       | Адріана Хіменес | Мексика   |         |         |         |         |         |
|       | Сесілія Карлтон | США       |         |         |         |         |         |
|       | Джінджер Губер  | США       |         |         |         |         |         |
|       | Тара Тіра       | США       |         |         |         |         |         |